# Polder Kranepoort
Kranepoort is een polder in de Krimpenerwaard, in de Nederlandse provincie Zuid-Holland. De polder grenst in het noorden aan Gouderak, in het westen aan polder Kattendijksblok, in het oosten aan polder Middelblok en in het zuiden aan de polder Stolwijk. 

## Geschiedenis
Het water uit de polder werd eerst via een sluis op de Hollandse IJssel geloosd. Later gebeurde dit via de boezem van de polder Stolwijk. De polder was zo klein dat zij niet door een schout bestuurd werd, maar slechts door drie leden. In de polder stond een steenplaats. Deze bevond zich midden in het dorp en werd in 1918 afgebroken.